# Ctenodactiloïdeus
Els ctenodactiloïdeus (Ctenodactyloidea) formen una superfamília de rosegadors del subordre dels histricomorfs. Conté dues famílies vivents i diverses d'extintes. Els primers representants d'aquest grup aparegueren durant el Paleocè superior en allò que avui en dia és l'Àsia central. Els ctenodactiloïdeus són l'única superfamília de l'infraordre dels ctenodactilomorfs.